# Ayşe Kulin

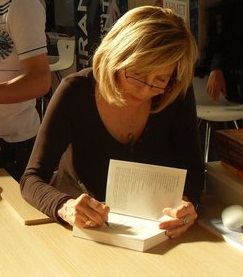
Ayse Kulin el 2011

Ayşe Kulin (Istanbul, 26 d'agost de 1941) és una escriptora turca molt popular. La seva novel·la Veda va ser publicada en lletres de color blau per a prevenir el fotocopiat i la venda il·legal. Va escriure diversos novel·les, guiones de cine i de televisió.

## Llibres
- Güneşe Dön Yüzünü, (Històries), 1984.
- Bir Tatlı Huzur, (Biografia), 1996.
- Adı: Aylin, (Novel·la biografica), 1997.
- Geniş Zamanlar, (Històries), 1998.
- Foto Sabah Resimleri, (Històries), 1998.
- Sevdalinka, (Novel·la), 1999.
- Füreya, (Novel·la biogràfica), 2000.
- Köprü, (Novel·la), 2001.
- Nefes Nefese, (Novel·la històrica), 2002.
- İçimde Kızıl Bir Gül Gibi, (Assaigs), 2002.
- Babama, (Autobiografia), 2002.
- Kardelenler, (Investigació), 2004.
- Gece Sesleri, (Novel·la), 2004.
- Bir Gün, (Novel·la), 2005.
- Bir Varmış Bir Yokmuş, (Històries), 2007.
- Veda, (Novel·la), 2008.[4]
- Sit Nene`nin Masalları, (Històries per a nens), 2008.
- Umut, (Novel·la), 2008.
- Taş Duvar Açık Pencere, (Antologia), 2009.
- Türkan, (Novel·la biogràfica), 2009.
- Hayat - Dürbünümde Kırk Sene (1941-1964), (Novel·la biogràfica), 2011.
- Hüzün - Dürbünümde Kırk Sene (1964-1983), (Novel·la biogràfica), 2011.
- Gizli Anların Yolcusu, (Novel·la), 2011.
- Bora'nın Kitabı, (Novel·la), 2012.
- Dönüş, (Novel·la), 2013.
- Hayal, (Novel·la biogràfica), 2014.
- Handan, (Novel·la), 2014.
- Tutsak Güneş (Novel·la), 2015.

## Vida familiar
Kulin té quatre fills.